# Wirkator
Wirkator (ang.: vircator, VIRtual CAthode oscillaTOR) – rodzaj lampy elektronowej, umożliwiającej wygenerowanie bardzo krótkiego impulsu mikrofal o olbrzymiej energii. Jest podstawowym elementem konstrukcyjnym e-bomb generujących impuls elektromagnetyczny.

## Budowa i zasada działania

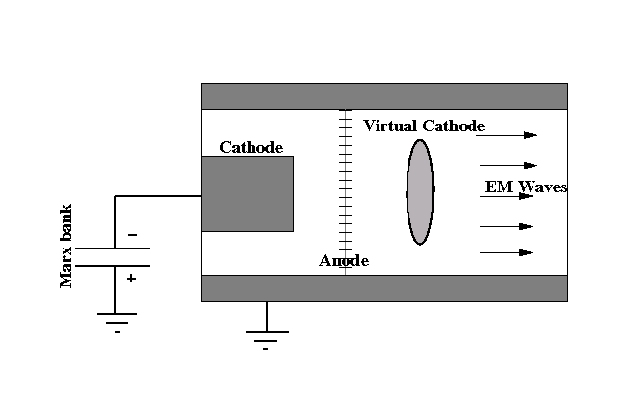
Uproszczony schemat wirkatora

Wirkator został wynaleziony w latach 50. XX wieku na Tomskim Uniwersytecie Technicznym (ZSRR). Jest on mikrofalową lampą elektronową pracującą w układzie triody lub klistronu. Może być wykorzystywany do konstruowania broni opartej na impulsie elektromagnetycznym i nadajników urządzeń transmisji danych w paśmie mikrofalowym.
Podstawowym elementem wirkatora jest znajdujący się w polu magnetycznym rezonator mikrofalowy, do którego pod wpływem impulsu wysokiego napięcia wstrzykiwany jest strumień elektronów o bardzo wysokiej energii. Źródłem wysokiego napięcia może być generator Marxa (w wirkatorach o pracy cyklicznej), magnes poruszający się z dużą prędkością w sąsiedztwie cewki o wielu zwojach lub cewka ściskana gwałtownie w polu magnetycznym (w konstrukcjach broni do jednorazowego użytku do wprawienia w ruch magnesu czy ściskania cewki jest używany ładunek wybuchowy).
Wyjściem wirkatora jest falowód. Szczytowe poziomy mocy osiągają 10 GW, a długość fali mieści się w zakresie mikrofal, od 0,5 GHz do około 30 GHz, choć istnieje możliwość uzyskania użytecznego widma w zakresie promieniowania rentgenowskiego. Fale te mają dużą zdolność niszczenia układów elektronicznych.

## E-bomba
W 2009 roku przeprowadzono w Huntsville (Alabama, USA) testy bomby wytwarzającej impuls elektromagnetyczny opartej na wirkatorze. Bomba ta była w stanie niszczyć urządzenia elektroniczne, nie szkodząc budynkom ani organizmom żywym. Rozmiary pozwalają na wykorzystanie jej w pociskach.

## Patenty
- Patent USA 4,345,220 High power microwave generator using relativistic electron beam in waveguide drift tube, Donald J. Sullivan, 1982.
- Parent USA 4,730,170 Virtual cathode microwave generator having annular anode slit Thomas J.T. Kwan, 1988.